# Ginástica artística nos Jogos Pan-Americanos de 2007 - Cavalo com alças
A final masculina do cavalo com alças da ginástica artística nos Jogos Pan-Americanos de 2007 foi realizada em 17 de julho de 2007.

## Medalhistas
| Ouro   | PUR Luis Rivera VEN José Luis Fuentes |
| Prata  | nenhum                                |
| Bronze | PUR Alexander Rodríguez Colón         |

## Qualificação
| Pos. | Ginasta                       | Pontos | Resultado |
| ---- | ----------------------------- | ------ | --------- |
| 1    | PUR Luis Rivera               | 15,100 | Q         |
| 2    | COL Jorge Hugo Giraldo        | 14,900 | Q         |
| 3    | PUR Alexander Rodríguez Colón | 14,800 | Q         |
| 4    | MEX Daniel Corral             | 14,700 | Q         |
| 5    | PUR Luis Vargas Velázquez     | 14,700 |           |
| 6    | PUR Rafael Morales Casado     | 14,650 |           |
| 7    | VEN José Luis Fuentes         | 14,500 | Q         |
| 8    | CUB Gerardo Medina            | 14,350 | Q         |
| 9    | BRA Mosiah Rodrigues          | 14,250 | Q         |
| 10   | BRA Danilo Nogueira           | 14,100 | Q         |
| 11   | USA Joey Hagerty              | 13,950 | R         |
| 12   | COL Didier Lugo Sichaca       | 13,900 | R         |
| 13   | PUR Reinaldo Oquendo Flores   | 13,900 |           |
| 14   | BRA Victor Rosa               | 13,900 |           |
| 15   | VEN Fernando Fuentes          | 13,850 | R         |

- Q - qualificado para a final
- R - reserva

## Final
| Pos.              | Ginasta                       | Nota A | Nota B | Pen. | Total  |
| ----------------- | ----------------------------- | ------ | ------ | ---- | ------ |
| Medalha de ouro   | PUR Luis Rivera               | 6,000  | 9,175  |      | 15,175 |
| Medalha de ouro   | VEN José Luis Fuentes         | 6,100  | 9,075  |      | 15,175 |
| Medalha de bronze | PUR Alexander Rodríguez Colón | 6,000  | 9,025  |      | 15,025 |
| 4                 | COL Jorge Hugo Giraldo        | 5,800  | 9,200  |      | 15,000 |
| 5                 | MEX Daniel Corral             | 5,500  | 9,125  |      | 14,625 |
| 6                 | BRA Mosiah Rodrigues          | 6,100  | 8,425  |      | 14,525 |
| 7                 | BRA Danilo Nogueira           | 5,500  | 8,750  |      | 14,250 |
| 8                 | CUB Gerardo Medina            | 5,900  | 8,200  |      | 14,100 |